# 중화인민공화국의 출산 정책
이 문서에서는 중화인민공화국의 출산 정책에 대해서 설명한다.
중화인민공화국은 1980년부터 2015년까지 한 자녀 정책을 실시했다.
1960년대까지 중화인민공화국은 산아제한이 없었다. 마오쩌둥 주석은 인구가 많은 것은 좋은 일이고 몇배로 늘어도 상관없다고 말했으며, 혁명을 통해 생산력을 높이면 된다고 덧붙였다. 하지만 인구가 크게 증가하면서 자원과 식량이 부족해지자 1970년대에 산아 제한이라는 정부 정책이 등장하게 되었다.
1980년대가 되어서 1가구 1자녀 정책이 의무화되었으나 그로 인하여 인구가 감소되었고, 법으로 1가구 1자녀가 강제화 되면서 헤이 하이즈, 성비 불균형 등의 부작용이 발생하였다. 1990년대에는 출산정책이 완화되어 부모 둘다 외동인 경우, 농촌에서 첫째가 딸인 경우 둘째 출산을 허용하였다.(농촌에서 첫째가 딸이어서 둘째를 낳는 경우 4살 터울이어야 한다.)
중화인민공화국은 2015년 10월, 한 자녀 정책을 폐지했고, 저출산 및 고령화 현상을 해결하기 위하여 둘째 출산을 전면 허용하였다.
중화인민공화국은 계획 출산 체계를 주도하고 있다.

## 같이 보기
- 한 아이 정책
- 중화인민공화국의 인구